# Hochdruckeinspeisung
Unter Hochdruckeinspeisung wird die Einleitung von unter hohem Druck stehendem Wasserdampf in die Turbine des Kraftwerkes verstanden.
Bis 1928 bestand das Problem, dass herkömmliche Kraftwerke einen sehr geringen Wirkungsgrad (rund 17 %) hatten. Für eine Kilowattstunde Strom mussten 700 Gramm Steinkohle aufgebracht werden. Das machte den Strom zu teuer. In den damals üblichen Kraftwerken hatte der Kessel einen Druck von 20 bar. 
1928 jedoch baute Fritz Marguerre im Großkraftwerk Mannheim die erste Anlage in Europa, bei der der Dampf mit 100 bar Druck und der dadurch ausgelösten Temperaturerhöhung auf 475 Grad Celsius Dampftemperatur in die Turbine geführt wurde. 
Diese Hochdruckeinspeisung führte zu einer deutlichen Verbesserung des Wirkungsgrades und zu einer Reduzierung der Stromerzeugungskosten um über 20 %.
Heute wird mit unter 300 Gramm eine Kilowattstunde erzeugt.